# Barbara Skarga
Barbara Krystyna Skarga (ur. 25 października 1919 w Warszawie, zm. 18 września 2009 w Olsztynie) – polska filozofka specjalizująca się w historii filozofii nowożytnej i współczesnej, profesor nauk humanistycznych, przez całe zawodowe życie związana z Instytutem Filozofii i Socjologii Polskiej Akademii Nauk, członkini Polskiej Akademii Umiejętności i Towarzystwa Naukowego Warszawskiego. W czasie niemieckiej okupacji Polski łączniczka Armii Krajowej, a potem więzień Gułagu. Dama Orderu Orła Białego (1995). Patronka Fundacji na Rzecz Myślenia oraz nagrody za esej filozoficzny fundowanej przez tę Fundację. Autorka wielu publikacji i działań naukowych, poprzez które uformowała sporą grupę aktywnych dzisiaj zawodowo filozofów polskich.

## Życiorys
Wywodziła się z rodziny ziemiańskiej wyznania ewangelicko-reformowanego, dość luźno związanej ze swoim kościołem. Urodziła się w Warszawie, w rodzinie Piotra Kazimierza (1878–1930) i Haliny (1889–1970) Skarga, jej siostrą była aktorka Hanna Skarżanka, zaś bratem – aktor Edward Skarga.
Maturę zdobyła w 1937 roku w Wilnie i w tym samym roku podjęła studia na Wydziale Elektrycznym Politechniki Warszawskiej. Po ukończeniu trzech semestrów przeniosła się jednak na wydział humanistyczny Uniwersytetu Stefana Batorego w Wilnie, obierając jako specjalizację filozofię, a jako przedmiot poboczny – matematykę. Gdy w grudniu 1939 roku Uniwersytet Wileński uległ likwidacji, Barbara Skarga kontynuowała do 1944 roku swoje studia na konspiracyjnych seminariach swoich mistrzów profesorów H. Elzenberga, T. Czeżowskiego, K. Górskiego i S. Srebrnego, zdając wszystkie przewidziane programem egzaminy. 
Brała też udział w konspiracyjnym szkolnictwie średnim w Wilnie, ucząc łaciny i matematyki. Jednocześnie zaangażowała się w niepodległościową działalność konspiracyjnej Armii Krajowej, pełniąc różne funkcje, aż do funkcji kierownika łączności terenowej okręgu wileńskiego. Była łączniczką w AK o pseudonimie Ewa. Kierowała tzw. zewnętrzną łącznością, tj. z Inspektoratami i bezpośrednio z brygadami w terenie. Z tego powodu aresztowana przez okupacyjne władze radzieckie została skazana na 10 lat łagru. Była więziona w obozie w Prawieniszkach na Litwie, następnie została zesłana w głąb Rosji, w tym na Syberię. Była więziona m.in. w łagrze w Uchcie. Po z wyjściu z Gułagu otrzymała nakaz dożywotniego osiedlenia w kołchozie w Kazachstanie, skąd udało się jej, dzięki szczęśliwemu zbiegowi okoliczności politycznych i staraniom rodziny, powrócić w grudniu 1955 roku do kraju. Wspomnienia z tego okresu zawarła B. Skarga po latach w książce, pierwszej w literaturze kobiecej relacji z łagrów, Po wyzwoleniu (1944–1956), wydanej po raz pierwszy pod pseudonimem w Paryżu w 1985 roku. 
W 1957 roku Barbara Skarga uzyskała w trybie zaocznym stopień magistra filozofii na Uniwersytecie Warszawskim i podjęła pracę w Zakładzie Bibliografii i Dokumentacji Filozofii Polskiej PAN. W 1961 roku doktoryzowała się na Uniwersytecie Warszawskim na podstawie pracy Narodziny pozytywizmu polskiego, przygotowanej pod kierunkiem prof. Niny Assorodobraj-Kuli. Od 1962 roku pracowała w Zakładzie Historii Filozofii Nowożytnej IFiS PAN, początkowo na stanowisku adiunkta. W tym czasie pozostawała w żywym kontakcie z kręgiem tzw. warszawskiej szkoły historyków idei (L. Kołakowski, A. Walicki, B. Baczko, J. Szacki, A. Sikora, Z. Ogonowski, L. Szczucki), zanim szkoła ta, w wyniku wydarzeń związanych z „marcem 68”, uległa dezintegracji. W 1967 roku habilitowała się na podstawie pracy Ortodoksja i rewizja w pozytywizmie francuskim, w 1975 roku uzyskała stanowisko profesora nadzwyczajnego, a w 1988 roku tytuł profesora zwyczajnego. Od 1968 roku była członkinią ZAiKS-u (od 2009 roku członkini honorowa). W lutym 1978 została członkiem Towarzystwa Kursów Naukowych, przekształconego potem w Towarzystwo Krzewienia i Popierania Nauk, a w latach 1981–1984 (a więc przed i w trudnym okresie po wprowadzeniu stanu wojennego) przewodniczącą Komitetu Nauk Filozoficznych PAN. W latach późniejszych została członkiem zwyczajnym Polskiej Akademii Umiejętności. Tytuł profesora nauk humanistycznych uzyskała w 1988. W latach 1993–2006 była przewodniczącą rady redakcyjnej rocznika „Etyka”.  
Nie mogąc z powodów ideologiczno-politycznych pracować w czasach PRL na Uniwersytecie, Barbara Skarga prowadziła od lat 70. ożywioną działalność dydaktyczną, prowadząc w IFiS PAN, a potem także prywatnie, na emeryturze, ogólnopolskie seminarium, a po 1989 roku incydentalnie nauczając w różnych ośrodkach uniwersyteckich. 
Po krótkiej chorobie zmarła w szpitalu w Olsztynie. Została pochowana 25 września 2009 na cmentarzu ewangelicko-reformowanym w Warszawie (kwatera N-2-31).

## Twórczość naukowa
W twórczości naukowej Barbary Skargi można wydzielić pięć kręgów problemowych, pokrywających się mniej więcej z chronologicznymi etapami jej zainteresowań filozoficznych. Pierwszy z tych etapów to badania nad pozytywizmem polskim i francuskim. W badaniach tych Barbara Skarga skupiła się nad historycznym kontekstem ideowym, w jakim rodził się polski pozytywizm, analizowała jego uwikłania w problematykę narodową i historiozoficzną, przy okazji prezentując sylwetki ideowe całej galerii ważnych dla polskiej kultury postaci. Naturalnym kolejnym krokiem naukowych poszukiwań było cofnięcie się do źródeł i podjęcie studiów nad filozofią ojca pozytywizmu, Augusta Comte’a. A po badaniach nad filozofią Comte’a przyszła jeszcze kolej na historyczną i filozoficzną analizę sporów, jakie wybuchły wśród francuskich uczniów po śmierci mistrza. Publikacja wyników wszystkich tych badań była na gruncie polskim zupełną nowością. Do najważniejszych dzieł tego kręgu problemowego należą wspomniana wyżej rozprawa doktorska, a także monumentalna, dwutomowa antologia (wraz z Anną Hochfeldową) Filozofia i myśl społeczna w latach 1865–1895, w ramach serii „700 Lat Myśli Polskiej” (1980), przekłady i opracowania naukowe prac Comte’a, trzy monografie w serii „Myśli i Ludzie” (Comte – 1966, Renan – 1969, Claude Bernard – 1970), oraz Ortodoksja i rewizja w pozytywizmie francuskim (1967), która jest monografią z zakresu szeroko rozumianej historii idei, bliską metodologicznie czynnej wówczas 'szkole warszawskiej".
Drugi etap badań niejako organicznie wyrósł z pierwszego – składają się nań prace dotyczące innych jeszcze niż pozytywizm nurtów francuskiej filozofii XIX wieku. W pracach tych została przeprowadzona dogłębna analiza różnych odmian francuskiego spirytualizmu wywodzącego się od Maine de Biran oraz eklektyzmu, neokrytycyzmu, filozofii „refleksyjnej” i filozofii religijnej. Zwieńczeniem tych poszukiwań było zainteresowanie filozofią Henri Bergsona, która na dłużej stała się wyróżnionym obszarem badań Barbary Skargi. Do najważniejszych publikacji z tego okresu należą: fundamentalna antologia tekstów z filozofii francuskiej XIX wieku (1978), Kłopoty intelektu. Między Comte’em a Bergsonem (1975) oraz Czas i trwanie. Studia o Bergsonie (1982).
O ile na obu pierwszych etapach swojej twórczości Barbara Skarga występowała jako historyk filozofii czy też historyk idei, to trzeci etap jej twórczości można scharakteryzować jako wypracowanie własnego, oryginalnego stanowiska filozoficznego, wyrastającego z refleksji nad pracą takiego historyka. Jest to swoista metafilozofia zwracająca się przede wszystkim ku problematyce nurtów ideowych, kształtujących daną epokę, a nazywanych przez Barbarę Skargę „formacjami intelektualnymi”, i ku dialektyce zmienności i trwania pewnych idei, wyznaczającej rytm historyczności życia umysłowego każdej epoki. W badaniach tych uczona wykazywała, że pośród zmienności historycznych dyskursów daje się uchwycić względna stabilność głównych kategorii, gwarantująca występowanie w danej formacji trwałych reguł sensu, czyli modeli racjonalności. Prace należące do tego obszaru badawczego to przede wszystkim książki Przeszłość i interpretacje. Z warsztatu historyka filozofii (1987), Granice historyczności (1989) oraz projekt i redakcja naukowa pięciotomowego Przewodnika po literaturze filozoficznej XX wieku (1994–1997), wyróżnionego nagrodą Literatury na Świecie. 
Wyrazem czwartego kręgu problemowego, na którym skupiała się uwaga Barbary Skargi od lat osiemdziesiątych-dziewięćdziesiątych minionego wieku są  prace o tematyce metafizycznej. Autorka podnosiła w nich największe problemy metafizyki – takie jak sens bytu, problem czasu, pochodzenie zła, miejsce podmiotu ludzkiego w świecie, prawomocność transcendencji – wychodząc od projektów takich współczesnych myślicieli, jak Martin Heidegger, Emmanuel Levinas czy Derrida i konfrontując je z rozwiązaniami wielkich myślicieli przeszłości, takich jak Platon, Arystoteles, Pseudo-Dionizy czy Leibniz. Nie była to tylko historyczno-filozoficzna interpretacja stanowisk cudzych, ale próba własnego podejścia do tych najważniejszych pytań filozofii, próba uwzględniająca wszelkie przeprowadzone dotąd krytyki klasycznej metafizyki, od krytyki Kantowskiej, poprzez scjentystyczną, aż po postmodernistyczną. Stanowisko filozoficzne autorki ujawniające się w tych pracach cechuje się niezwykłą otwartością na różne typy refleksji filozoficznej, a metoda prowadzenia przez nią dyskusji z nimi zbliżona jest do metod fenomenologii i hermeneutyki. Najważniejsze prace z tego obszaru problemowego to Tożsamość i różnica. Eseje metafizyczne (1997), Ślad i obecność (2002), Kwintet metafizyczny (2005) i Tercet metafizyczny (2009).
Piątym kręgiem problemowym, dającym się w twórczości Barbary Skargi wyróżnić, trwale obecnym w jej refleksji, lecz szczególnie w ostatnich latach widocznym, jest refleksja o charakterze moralnym i obywatelskim. Znalazła ona wyraz w esejach publikowanych na łamach czasopism kulturalnych i prasy codziennej oraz w wystąpieniach publicznych i wywiadach. Analizowała w nich zarówno kwestie moralne i aksjologiczne, jak i kulturowe czy polityczne, nierzadko też dawała komentarz do wydarzeń bieżących. Autorka tych wystąpień malowała raczej w czarnych barwach współczesną polską rzeczywistość społeczną, a szczególną jej troskę budziły przyczyny „zamilknięcia inteligencji”. Analizując niezbędne dla właściwego funkcjonowania organizmu społecznego kategorie, takie jak sprawiedliwość, wolność, godność, honor, męstwo, wierność, odpowiedzialność, poczucie obywatelskie Barbara Skarga wykazywała, że tylko trwanie przy uniwersalnych wartościach kultury europejskiej może być remedium na degrengoladę naszych czasów. A spośród tych wartości za najważniejsze uznawała rozumność i uczciwość pozwalające położyć tamę mitotwórczym zapędom populistycznej „polityki tożsamości”, niebezpiecznie skręcającej  - czego dowiodły totalitarne doświadczenia XX wieku – w stronę nacjonalizmu. Wystąpienia te zostały zebrane w wydanych za życia autorki książkach, takich, jak O filozofię bać się nie musimy (1999), Człowiek to nie jest piękne zwierzę (2007), Innego końca świata nie będzie (2007), czy też w dwóch tomach spośród wydawanych po jej śmierci  przez Fundację jej imienia dzieł zebranych: Pisma rozproszone z lat 1989–2000 (2015) oraz Pisma rozproszone z lat 2001–2009 (2016).

## Publikacje

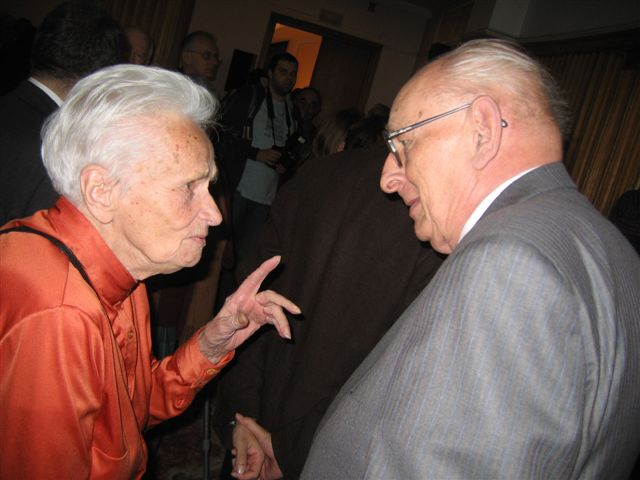
Barbara Skarga i Władysław Bartoszewski (2007)

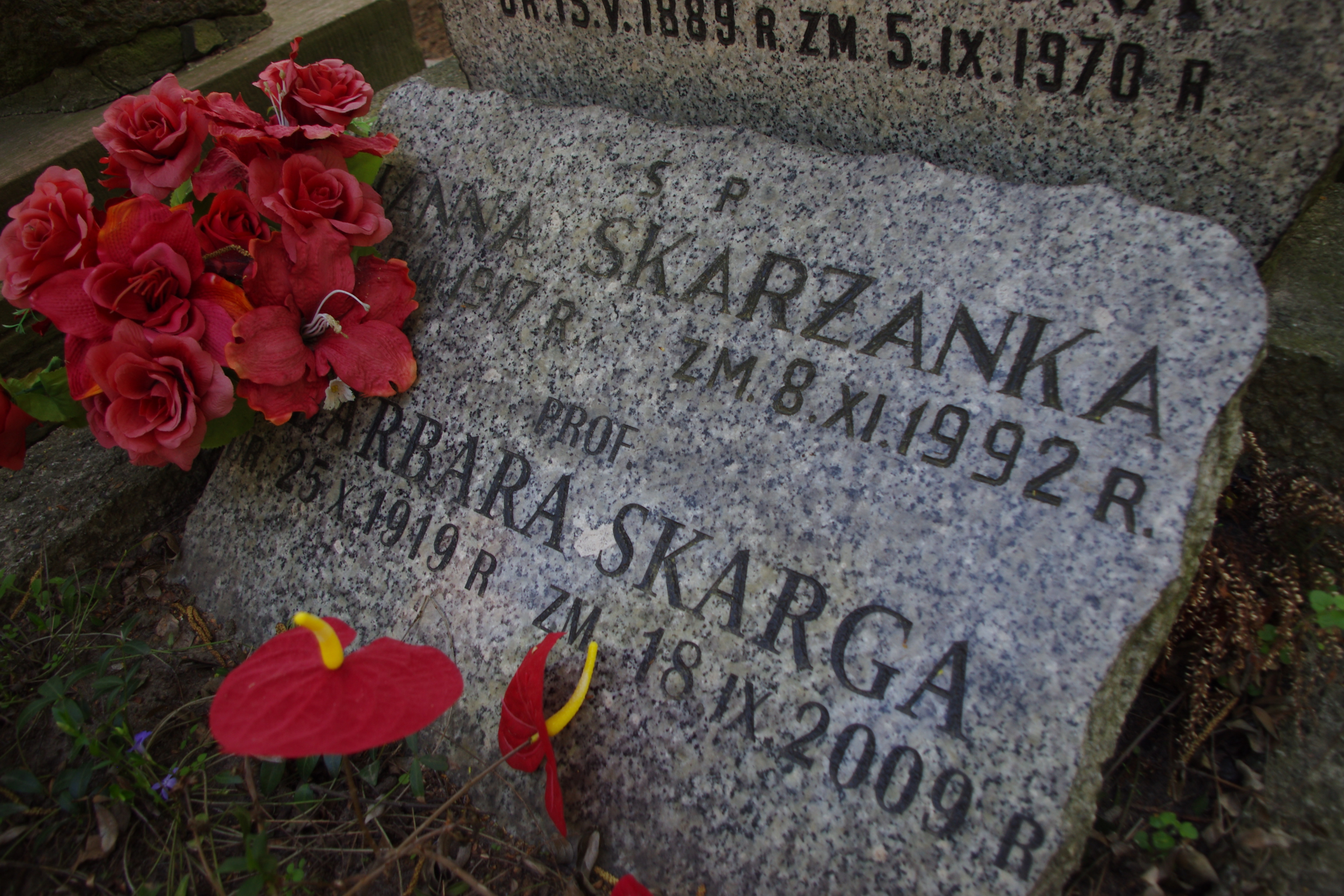
Grób Barbary Skargi (2012)

- Narodziny pozytywizmu polskiego (1831–1864), PWN, Warszawa 1964 (wyd. II, PWN, Fundacja na Rzecz Myślenia im. Barbary Skargi, Warszawa 2013).
- Comte (oraz wybór tekstów), WP, Warszawa 1966 (seria „Myśli i Ludzie”); (wyd. II rozszerzone, WP, Warszawa 1977 oraz także, bez wyboru pism, [w:] Comte, Renan, Claude Bernard, Fundacja na Rzecz Myślenia, Wyd. Stentor, Warszawa 2014).
- Ortodoksja i rewizja w pozytywizmie francuskim, PWN, Warszawa 1967 (wyd. II, PWN, Fundacja na Rzecz Myślenia, Warszawa 2016).
- Renan (oraz wybór tekstów), WP, Warszawa 1969 (seria „Myśli i Ludzie”); (wyd. II, WP, Warszawa 2002 oraz także, bez wyboru pism, w: Comte, Renan, Claude Bernard, Fundacja na Rzecz Myślenia, Wyd. Stentor, Warszawa 2014), ISBN 83-214-1252-1.
- Claude Bernard (oraz wybór pism), WP, Warszawa 1970 (seria „Myśli i Ludzie”); (wyd. II, bez wyboru pism w: Comte, Renan, Claude Bernard, Fundacja na Rzecz Myślenia, Wyd. Stentor, Warszawa 2014).
- Kłopoty intelektu. Między Comte’em a Bergsonem, PWN, Warszawa 1975; (wyd. II, Fundacja na Rzecz Myślenia, PWN, Warszawa 2017).
- Filozofia francuska XIX wieku (antologia tekstów), PWN, Warszawa 1978.
- Czas i trwanie. Studia o Bergsonie, PWN, Warszawa 1982; (wyd. II, Fundacja na Rzecz Myślenia, PWN, Warszawa 2014).
- Po wyzwoleniu (1944–1956), pod pseud. Wiktoria Kraśniewska, Instytut Literacki, Paryż 1985 (Biblioteka „Kultury”); wyd. I krajowe, poprawione przez autorkę (pod pseud.), Wyd. Pokolenie, Warszawa 1986;  wyd. II krajowe (pod własnym nazwiskiem), W Drodze, Poznań 1990;  wyd. III,  Fundacja Aletheia, Warszawa 2000;  wyd. IV, Wyd. Znak, Kraków 2008. Przekład francuski: Une absurde cruaute: temoignage d’une femme au Gulag (1944–1956), tr. par M. Laurent, Paris 2000.
- Przeszłość i interpretacje. Z warsztatu historyka filozofii, PWN, Warszawa 1987; (wyd. II, PWN, Fundacja na Rzecz Myślenia, Warszawa 2015).
- Granice historyczności, PIW, Warszawa 1989; (wyd. II, Wyd. Instytutu Filozofii i Socjologii PAN, Warszawa 2005;  wyd. III, Fundacja na Rzecz Myślenia, Wyd. Stentor, Warszawa 2014). Przekład francuski: Les limites de l’historicité: continuité et transformations de la pensée, tr. par Małgorzata Kowalska, Beauchesne, Paris 1997.
- Tożsamość i różnica. Eseje metafizyczne, Wyd. Znak, Kraków 1997; (wyd. II, Znak, Kraków 2009) – wyróżniona nagrodą im. Jana Długosza oraz nominowana do Nagrody Literackiej Nike 1998[1].
- O filozofię bać się nie musimy. Szkice z różnych lat, PWN, Warszawa 1999; (wyd. II, Fundacja na Rzecz Myślenia, PWN, Warszawa 2017).
- Ślad i obecność, PWN, Warszawa 2002.
- Kwintet metafizyczny, Wyd. Universitas, Kraków 2005  – nominacja do Nagrody Literackiej „Nike” 2006.
- Człowiek to nie jest piękne zwierzę, Wyd. Znak, Kraków 2007.
- Innego końca świata nie będzie. Z Barbarą Skargą rozmawiają Katarzyna Janowska i Piotr Mucharski, Wyd. Znak, Kraków 2007.
- Tercet metafizyczny, Wyd. Znak, Kraków 2009; (wyd. II, Fundacja na Rzecz Myślenia, Warszawa 2020).
- …jeżeli myślicie o mnie, to bez smutku… Korespondencja z lat 1946–1955, Fundacja na Rzecz Myślenia, Warszawa 2019.

## Odznaczenia i wyróżnienia
W 1995 została odznaczona przez Prezydenta RP Lecha Wałęsę Orderem Orła Białego w uznaniu znamienitych zasług położonych dla Rzeczypospolitej Polskiej. Była członkiem Kapituły tego odznaczenia i Kanclerzem Orderu w latach 2001–2005. W październiku 2005 złożyła rezygnację z funkcji Kanclerza Orderu Orła Białego po wypowiedziach Lecha Kaczyńskiego, który stwierdził w trakcie swojej kampanii wyborczej, że niektóre osoby nagrodzone tym odznaczeniem przez Aleksandra Kwaśniewskiego są zasłużone dla PRL.
Była też odznaczona Srebrnym Krzyżem Zasługi z Mieczami.
19 lutego 2000 przyznano jej tytuł doktora honoris causa Uniwersytetu Mikołaja Kopernika.
W 2003 otrzymała Nagrodę im. księdza Józefa Tischnera za książkę Ślad i obecność. 
W uznaniu jej zasług dla krzewienia francuskiej kultury filozoficznej na polskim gruncie rząd francuski przyznał jej w roku 2007 Komandorię Narodowego Orderu Zasługi. W 2008 roku Uniwersytet Warszawski dokonał aktu uroczystego odnowienia doktoratu Barbary Skargi. Także w 2008 otrzymała Nagrodę Specjalną Zarządu Konfederacji Lewiatan.
Poza tymi odznaczeniami Barbara Skarga była też laureatką nagród o charakterze literackim i naukowym, takich, jak nagroda im. Jana Długosza Wydawnictw Krakowskich czy nagroda im. Józefa Tischnera.

## Upamiętnienie
W 2011 roku jej uczniowie powołali do życia Fundację na Rzecz Myślenia im. Barbary Skargi, która podejmuje różne formy działalności publicznej, mające na celu rozwój kultury filozoficznej w Polsce.